# 이안초등학교 (충북)
이안초등학교는 대한민국 충청북도 충주시 대소원면 완오리 889에 있었던 공립 초등학교이다.

## 학교 연혁
- 1966년 9월 1일 대소원국민학교 이안분교장 설립인가
- 1967년 7월 18일 개교
- 1968년 3월 1일 이안국민학교로 설립인가
- 1968년 5월 1일 이안국민학교 개교식
- 1986년 3월 25일 병설유치원 개원
- 1996년 3월 1일 이안초등학교로 개칭
- 1996년 9월 1일 제12대 김천종 교장 부임
- 1997년 2월 18일 제28회 졸업식(졸업생 17명, 누계 1,082명)
- 1997년 3월 1일 대소원초등학교로 통폐합